# 崇城山
崇城山是位于武乡县城东65千米的墨镫乡东南与黎城县交界处的一座山。该山山势陡峭，主峰海拔1733米，登山仅有贴壁一狭长S型小道，下为深渊。悬崖半壁有天然巨洞，石窦清泉，常年不涸。传说曾有汉代岑彭寨和马武寨，还有北齐高欢避暑亭和明代圣泉寺。每年农历六月十五为传统庙会。